# ميتا الجنابي
الحكيم ميتا الجنابي (البنجابية: میتا چنابی؛ ق. 1638- بعد 1698 م) كان شاعرًا بنجابيًّا نشط في عهد أورنكزيب عالمكير. كتب عدة كتب، تشمل بعض كتبه الناجية اليوم: تحفة البنجاب، وعشقيّة البنجاب؛ وكلاهما باللغة الفارسية.

## السيرة
كان الجنابي من بلدة كالاسكي في صوبة لاهور. وكتب أن عمره أكثر من 50 عامًا وقت كتابة تحفة البنجاب في عامي 1688 و1689، مما يجعل عام ميلاده حوالي عام 1638 م.  كان ابنًا لحكيم درويش (1612- بعد 1656)، وهو طبيب معروف من مدينة أمين آباد عالج أفراد العائلة المالكة والنبلاء في مناسبات مختلفة. وكان حكيم درويش أيضًا كاتبًا للعديد من الكتب في الطب، بما في ذلك طب أورانج شاهي. ومثله، تدرب الجنابي ومارس الطب. كما كتب أنه التقى بالسلطان مرة واحدة.

## تحفة البنجاب
أخذ ميتا لقبه القلمي (الجنابي) من نهر جناب. كتب أول عملين له موجودين، تحفة البنجاب، في 1688-1689 في مسقط رأسه كالاسكي. وقسمه إلى أربع مقالات (خطابات). تبدأ الأولى بالثناء على الله والنبي محمد والولي بابا فريد والسلطان أورنجزيب. في الثانية يناقش مهنته الخاصة في الطب، ويصف الأمراض المختلفة وعلاجها والصفات التي يجب أن يتحلى بها الطبيب المثالي. في الثالثة يمدح موطنه البنجاب ومدنها وشخصياتها البارزة. في الرابعة يشكو من المصاعب التي حلت على شعب البنجاب بعد رحيل السلطان لحروب الدكن.
وفي المحاضرة الثالثة بعنوان "في مدح البنجاب وأوليائها" (الفارسية: مدح پنجاب و ستائش بزرگان پنجاب)، يبدأ الجنابي بالثناء على مناخ البنجاب المعتدل ويذكر أنه الجسر بين الهند وإيران. ثم يمتدح مدينة ملتان وتاريخها العريق وعظمة وثراء مدينة لاهور، بالإضافة إلى الأولياء المدفونين في كلتا المدينتين. وهو معجب بشكل خاص بمساجد وزير خان في لاهور ومسجد شاهي في جنيوب، ويثني على من أمرا ببنائهما وزير خان وسعد الله خان. ويُطلق على نواب سعد الله خان لقب فخر البنجاب (فخر پنجاب) ويذكر أن إنجازاته مصدر شرف للبنجابيين. في الأبيات الختامية، يمتدح عشيرة جخار ورئيسهم، أصالة خان (اصالت خان)، ويذكر أن العشيرة هي من فرسان السيوف لدى حكام سلطنة مغول الهند.

## عشقية البنجاب
كتب الجنابي "عشقية البنجاب"، وهي ترجمة فارسية للملحمة البنجابية الكلاسيكية "هير ورانجها"، في عام 1698. "مصوّرًا غرب البنجاب كمنطقة حدودية"، يقدم الجنابي نفسه على أنه ليس من الهند ولا من ولاية (أرض أجنبية)، بل من "أرض الجناب". أكمل الجنابي هذا العمل في كوت كماليا، حيث كان نواب محبت خان خارال راعيه.